# 神谷純
神谷純（日语：／ Kamiya Jun），日本動畫師、動畫導演。也記作。
居住於東京都府中市。

## 簡歷
於日本動畫公司作為動畫師出道，因為想成為演出家而離開公司後，加入了TOTO工作室。
此後，主要參與Studio Pierrot作品。

## 人物
- 早安家族的忠實粉絲，並透露本身Twitter八成都與早安家族相關（主要發佈現場觀察等）。
- 也是個怪獸愛好者[4]。

## 參加作品

### 電視動畫
1985年
- 莎拉公主（原畫）

1986年
- 宇宙船人馬座（日语：宇宙船サジタリウス）（—1987年，原畫）

1988年
- 光頭騙子禿丸（日语：つるピカハゲ丸）（—1989年，分鏡）

1990年
- 冒險少女娜汀亞（演出）

1991年
- 美味大挑戰（分鏡）
- 機甲警察金屬傑克（分鏡、演出）

1994年
- BLUE SEED（—1995年，導演）

1995年
- 酷媽寶貝蛋（分鏡）

1996年
- 名犬萊西（分鏡）
- 山林小獵人 (1996年版)（分鏡）

1997年
- CLAMP學園偵探團（分鏡）

1998年
- 南海奇皇（日语：南海奇皇）（—1999年，導演、分鏡、演出）

1999年
- 超速搖搖（分鏡）
- 快樂小丸日記（—2001年，導演、分鏡、演出）
- 麻辣教師GTO（—2000年，OP&ED動畫）

2000年
- 夢幻天女（分鏡）

2001年
- 神鵰俠侶（OP動畫）
- 棋魂（—2003年，導演、分鏡、演出）

2005年
- 武器種族傳說（分鏡）
- 幻龍記（日语：ディノブレイカー）（—2006年，導演、編劇、分鏡、演出）

2006年
- The Third ～蒼之瞳的少女～（日语：ザ・サード）（導演、分鏡、演出）
- 捉猴啦 ～On Air～ 2nd（—2007年，導演、分鏡、演出）

2008年
- 破天荒遊戲（分鏡）
- 企鵝找麻煩（-2011年，導演、編劇、分鏡）

2012年
- 王者天下（—2013年，導演、分鏡、演出）

2013年
- LINE OFFLINE 上班族（分鏡）
- 新超人地霸王列傳「大怪獸RUSH超級邊境（日语：大怪獣ラッシュ ウルトラフロンティア）」（—2014年，導演、分鏡）

2014年
- 境界觸發者（—2015年，分鏡、演出）

2015年
- 小松先生（—2017年，分鏡）

2016年
- 雙星之陰陽師（—2017年，分鏡）

2017年
- 多美卡超級救援 DRIVE HEAD 機動救急警察（分鏡）
- 精靈寶可夢 太陽&月亮（分鏡）
- 黑色五葉草（—2021年，編劇、分鏡）

2018年
- 未來卡片 神戰鬥夥伴（—2019年，分鏡）
- 命運石之門0（分鏡）
- 哥布林殺手（分鏡）

2019年
- 毛球剛次郎（日语：けだまのゴンじろー）（分鏡）
- 真·中華一番！（分鏡）

2020年
- 索斯機械獸WILD ZERO（分鏡）
- 噴嚏大魔王2020（分鏡）

2021年
- 燒窯的話也要馬克杯（導演、分鏡、演出）
- 燒窯的話也要馬克杯 二號窯（導演）

2022年
- Love All Play（分鏡）

2023年
- 藍色管弦樂（分鏡）

### 電影動畫
2007年
- 劇場版 BLEACH The DiamondDust Rebellion 鑽石星塵的反叛（演出）

2009年
- 劇場版 企鵝找麻煩：幸福的青鳥（導演）

2013年
- 大怪獸RUSH超級邊境 DINO-TANK hunting（日语：大怪獣ラッシュ ウルトラフロンティア）（導演）

2014年
- 大怪獸RUSH超級邊境 VEROKRON hunting（日语：大怪獣ラッシュ ウルトラフロンティア）（導演）

2018年
- 黑色五葉草：魔法騎士全員感謝祭（分鏡）

### OVA
1987年
- 一個美好有趣的聖誕節（動畫）

1989年
- 伊蘇（日语：イース (OVA)）（第1—4卷，—1991年，導演、編劇、分鏡、演出）

1992年
- 聖飢魔 ～充滿人類愛的社會～（日语：HUMANE SOCIETY 〜人類愛に満ちた社会〜）（導演、分鏡、演出）

1993年
- Fantasia（日语：ふぁんたじあ）（導演、分鏡、演出）

1996年
- BLUE SEED2（—1998年，導演、分鏡、監修）

### 特攝影集
- 超人力霸王歐布（2016年，分鏡）

### 真人電影
- 咯咯咯的鬼太郎（2007年，VFX分鏡）
- 咯咯咯的鬼太郎：千年詛咒之歌（2008年，VFX分鏡）

### 作詞
- 主題歌、（快樂小丸日記）

## 腳註

## 相關項目
- 今千秋
- Studio Pierrot

## 外部連結
- 神谷純的X（前Twitter） （日語）
- 神谷純的Instagram帳戶 （日語）